# Роберт Зюйдам
Роберт Зюйдам (нід. Robert Zuidam; нар. 23 вересня 1964, Гауда) — нідерландський композитор.

## Біографія
Навчався в Роттердамській консерваторії у Філіпа Бусманса і Класа де Фріса (1984—1989). З 1989 року займався в Тенглвудському музичному центрі в Массачусетсі в Олівера Кнуссена і Лукаса Фосса. Пізніше багато разів повертався в Тенглвуд як стипендіат, викладач, запрошений композитор.

## Творчість
Основні інтереси Зюйдама пов'язані з вокальною музикою, передусім — з оперною.

## Твори
- 1988—1990: Панчо Вілья для меццо-сопрано та фортепіано на тексти Амброза Бірса
- 1991: Calligramme/il pleut для двох голосів a cappella на вірші Аполлінера
- 1993—1994: Заморозки, опера про Петті Герст (замовлена Хансом Вернером Хенце)
- 1991—1998: Trance Symphonies для оркестру
- 1997—2000: Пісні на вірші Макгонагалла для колоратурного сопрано
- 1998: До знедолених поселень для вокального октету на вірші Данте, Рембо і Селіна
- 2001—2002: Шляхетний дикун, концерт для гобоя, валторни і камерного ансамблю
- 2002—2003: Шаленство кохання, опера про Хуану І
- 2005—2006: Пес, камерна опера на тексти Отто Вейнінгера
- 2009: Адам у вигнанні, опера за однойменною трагедії Йоста ван ден Вондела
- 2010: Сестра Берткен, опера про нідерландську монахиню та містичну письменницю XV ст.
- 2011: Пісні душі, вокальний цикл на вірші Івана від Хреста
- 2013: Струнний квартет в трьох частинах

## Педагогічна діяльність
У 2010 виступав з лекціями в Гарварді.